# 강정우 (프로게이머)
강정우(1989년 12월 30일 ~ )는 대한민국의 전직 스타크래프트 프로게이머이다. 길드는 Op ClaNWHITE-이며 MajoR , MajoR[WHITE]라는 아이디를 사용하며, 종족은 테란이다.
2006년 상반기 드래프트에서 GO(현 CJ 엔투스)의 3차 지명으로 입단하였다.
2006년 말, 같은 팀 소속이던 배병우와 함께 CJ 엔투스에서 KTF 매직엔스(현 KT 롤스터)로 이적하였다.
2009년 5월 12일 위메이드 폭스로 이적하였다.
2009년 8월 3일 경남 STX컵 마스터즈에서 이적 후 첫 방송경기에 출전하였다. 1세트에 선봉으로 출전하였지만 이호준(이스트로)에게 패배하였다.
2010년 들어서는 프로리그에 종종 출전하여 승리를 따내고 있다. 특히 종족 의무출전제가 폐지된 09-10 4라운드 들어 강력한 위메이드 테란라인의 한 자리를 차지하며 자신의 이름을 알렸다.
신한은행 프로리그 10-11 종료 이후 팀이 해체돼서 포스팅에 참석했으나, 어느팀에도 입단하질 못했다. 그 이후로 소식은 알 수 없는 것으로 보아 은퇴한 것으로 보인다.

## 주요 기록
- 2006년 제20회 커리지 매치 입상
- 2011년 진에어 스타리그 2011 24강
- 2014년 스베누 10차 소닉 스타리그 32강
- 2015년 스베누 스타리그 시즌 2 듀얼 토너먼트 24강
- 2015년 VANT 36.5 대국민 스타리그 32강
- 2016년 장정구복싱클럽 입관
- 2016년 대한민국 육군 21사단 현역 입대
- 2017년 이등병 신병 위로휴가